# Foudia madagascariensis

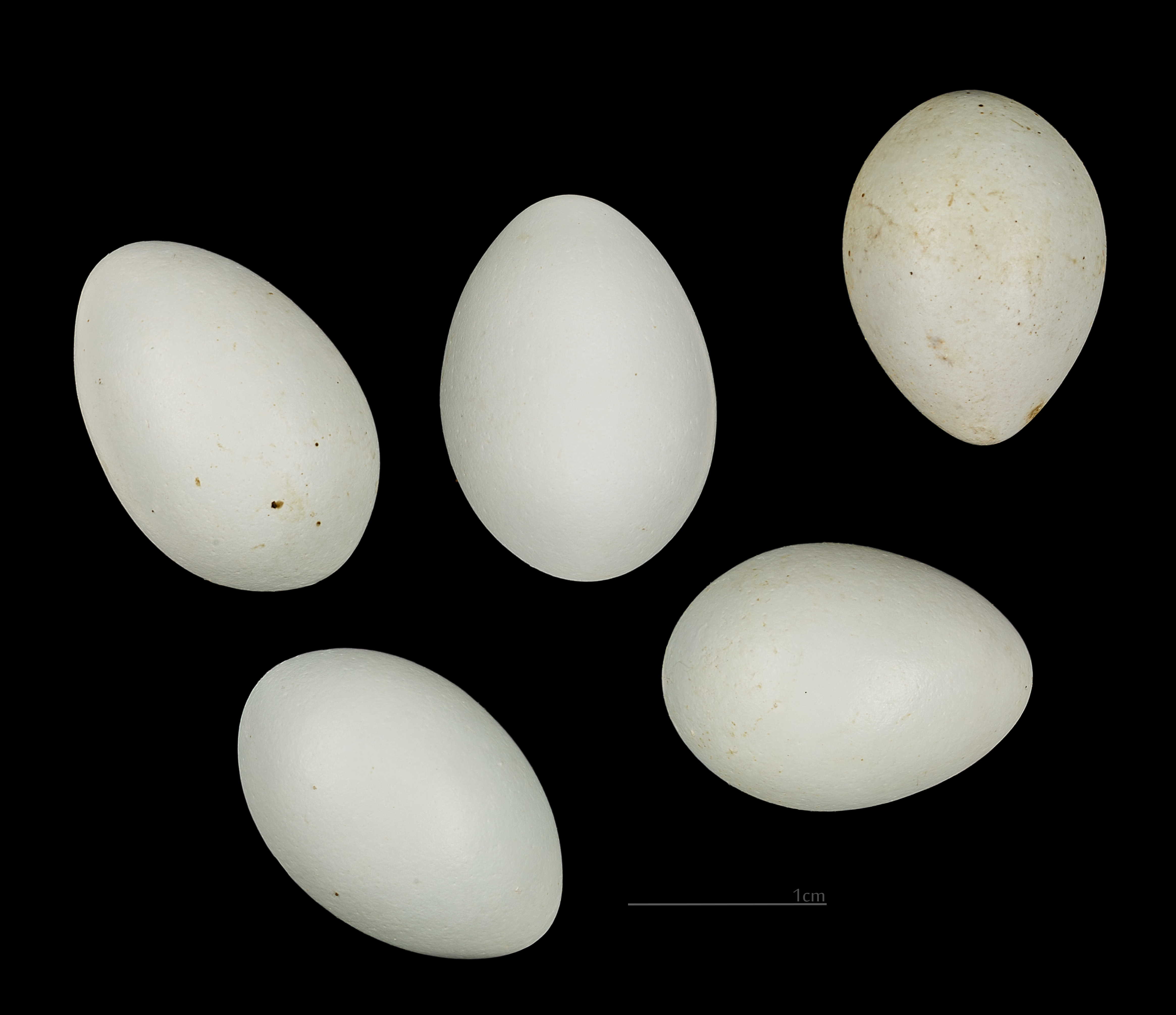
Foudia madagascariensis

Foudia madagascariensis là một loài chim trong họ Ploceidae.

## Hình ảnh

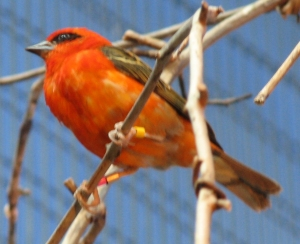
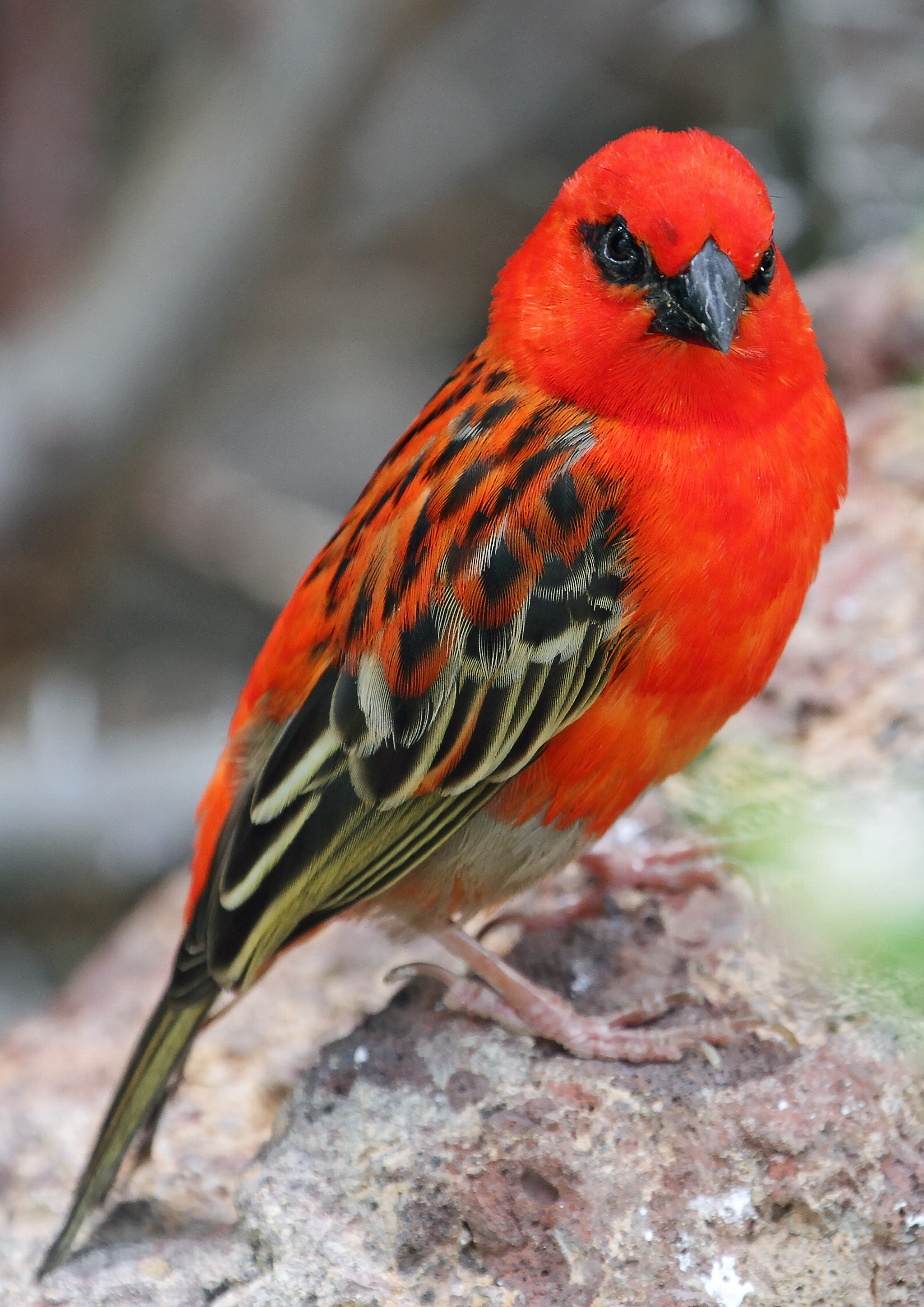
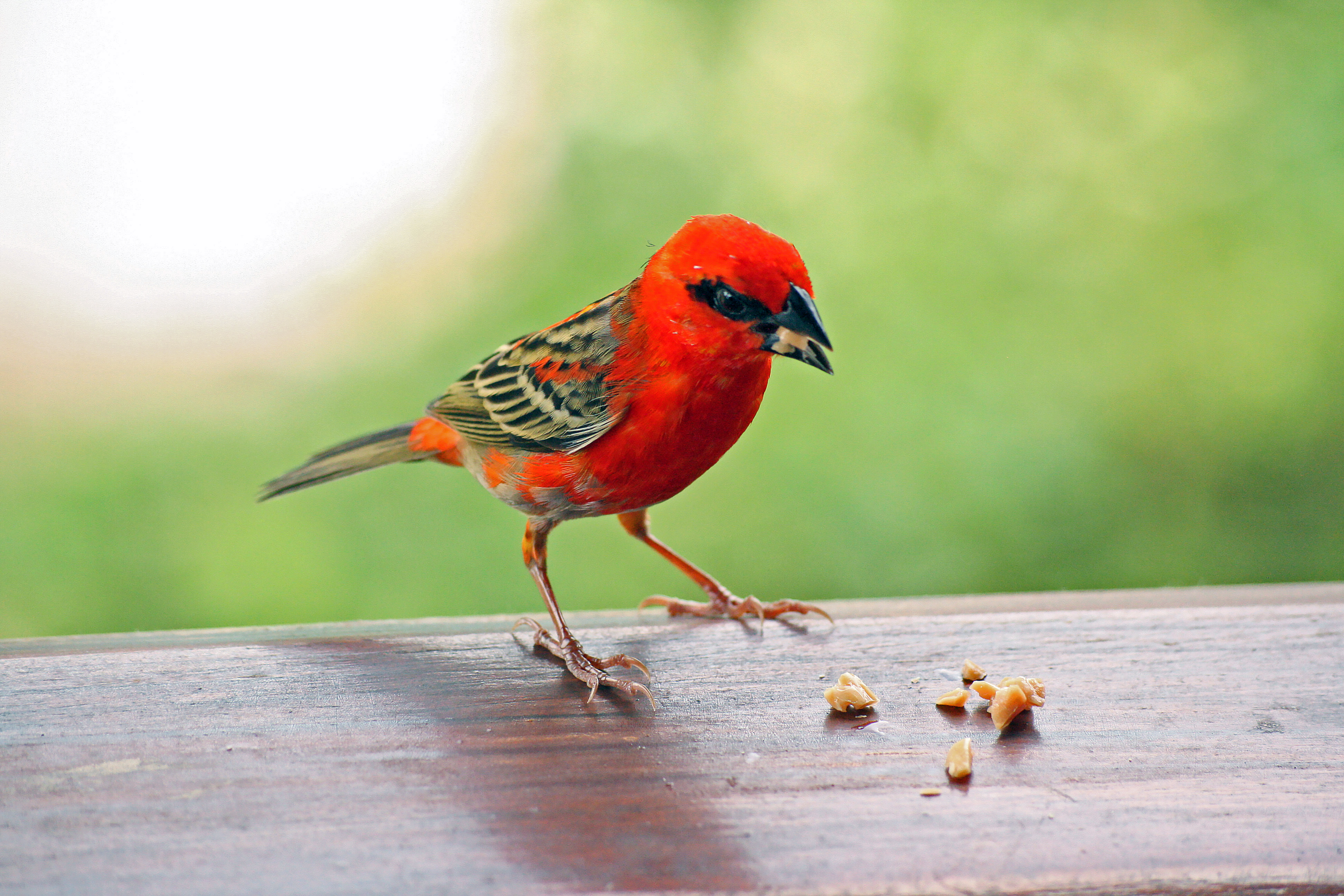
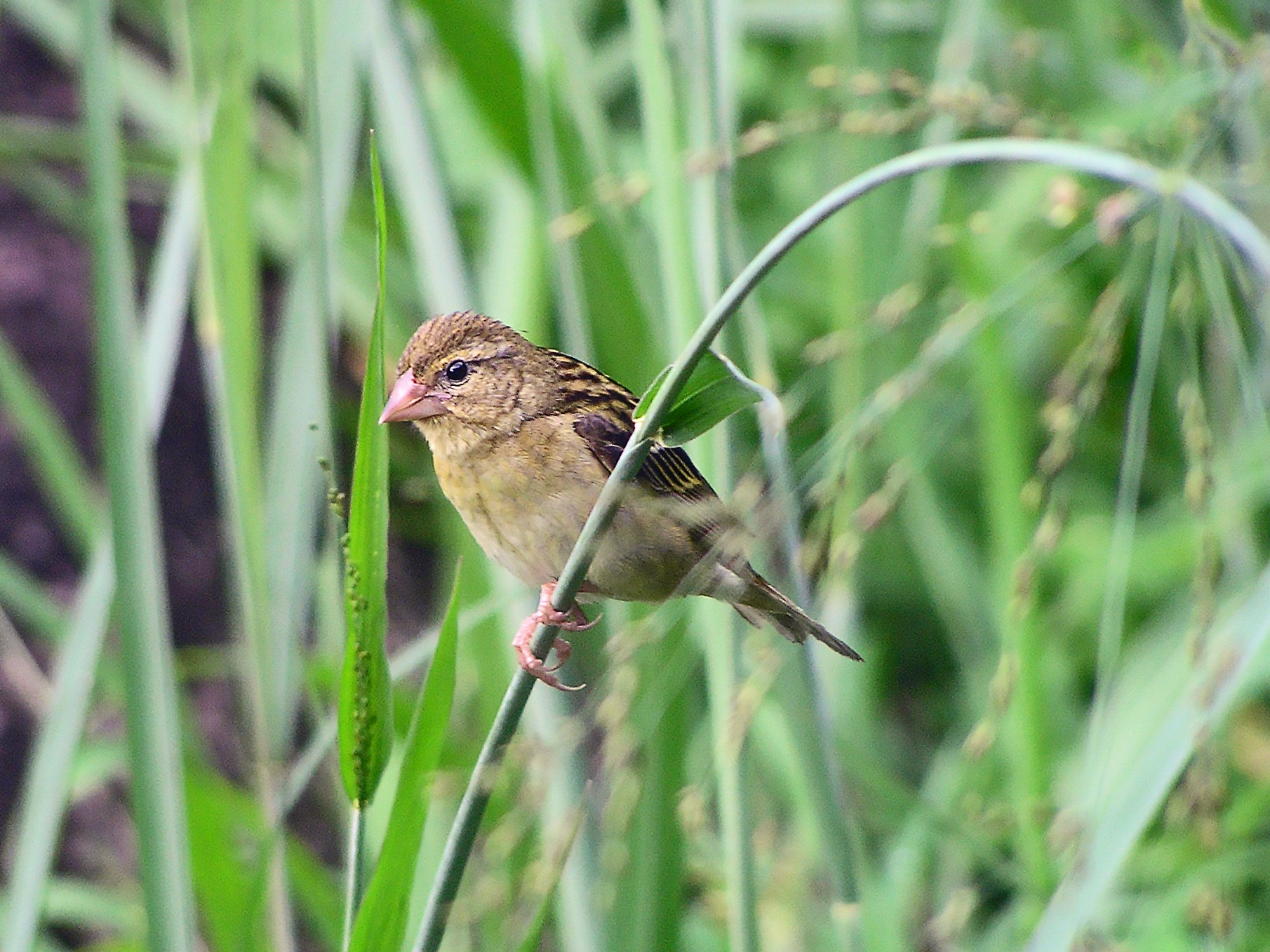
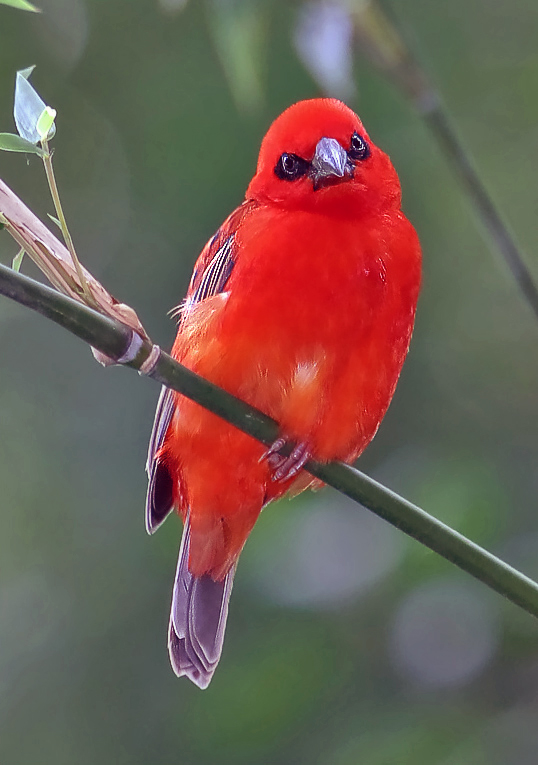